# Богнор Риџис
Богнор Риџис (енгл. Bognor Regis) је град у Уједињеном Краљевству у Енглеској. Према процени из 2007. у граду је живело 66.930 становника.

## Становништво
Према процени, у граду је 2008. живело 66.930 становника.
| 1981.  | 1991.  | 2001.  |
| ------ | ------ | ------ |
| 50.323 | 56.744 | 62.141 |

## Партнерски градови
- Требин
- Вајл на Рајни
- Сен Мор де Фосе